# KV30
Situé dans la vallée des Rois, dans la nécropole thébaine sur la rive ouest du Nil face à Louxor en Égypte, KV 30 est le tombeau d'un inconnu. Découvert par Giovanni Belzoni en 1817, mandaté par le comte Belmore, il porte aussi le nom de tombeau de Lord Belmore.
Il est situé à environ quarante mètres au nord de la tombe KV32. Il se compose d'un accès, un couloir qui mène à une chambre principale, et quatre chambres annexes. La conception inhabituelle de la tombe avec ses multiples chambres est similaire à KV5 (mais à plus petite échelle), et également à KV12 et KV27.
James Burton y a noté une marque de maçon en caractères rouges. La première partie de la tombe est encore rempli de débris. La roche est en bon état, mais mal coupée.